# ديفيد إس. روز
ديفيد إس. روز (بالإنجليزية: David S. Rose)‏ هو شخصية أعمال أمريكي، ولد في 12 يونيو 1957.

## وصلات خارجية
- الموقع الرسمي